# الكون الرائع (كتاب)
الكون الرائع أو الكون الأنيق هو كتاب كتبه براين غرين نشر في 1999 يقدم نظرية الأوتار.

## مواضيع الكتاب
ينقسم إلى خمسة أجزاء وهي:
- الجزء الأول : حافة المعرفة.[1]
- الجزء الثاني: معضلة الزمان والمكان، وعلى الكميات.[1]
- الجزء الثالث: السمفونية الكونية.[1]
- الجزء الرابع: نظرية الخيط والنسيج من زمكان.[1]
- الجزء الخامس: التوحيد في القرن الحادي والعشرين.[1]

## المحتوى
يبدأ الكاتب بنظرة وجيزة علي الفيزياء الكلاسيكية، ويركّز فيها على الصراعات الفيزيائية الكبرى، ثم يضع السياق التاريخي لنظرية الأوتار كوسيلة ضرورية لتحقيق التكامل بين عالم الاحتمالات وفيزياء نيوتن. ويناقش الكاتب إحدى أهم المشكلات في علم الفيزياء الحديثة: وهي توحيد النسبية العامة لالبرت آينشتاين وميكانيكا الكم لماكس بلانك. ويشير إلى أن نظرية الأوتار هي الحل الموحد لهذين النهجين المتضاربين، كما يستخدم القياس والتجارب الفكرية لتوفير وسيلة للشخص العادي للتوصل إلى اتفاق مع النظرية التي لديها القدرة على خلق نظرية موحدة للفيزياء.

## راجع أيضا
- ميكانيكا الكم
- نسيج الكون (كتاب)